# Marek Suchý
Marek Suchý (Praga, 29 marzo 1988) è un calciatore ceco, difensore del Mladá Boleslav.

## Carriera

### Nazionale
Viene convocato per gli Europei 2016 in Francia.

## Statistiche

### Presenze e reti nei club
Statistiche aggiornate al 5 marzo 2017.
| Stagione             | Squadra              | Campionato           | Campionato | Campionato | Coppe nazionali | Coppe nazionali | Coppe nazionali | Coppe continentali | Coppe continentali | Coppe continentali | Altre coppe | Altre coppe | Altre coppe | Totale | Totale |
| Stagione             | Squadra              | Comp                 | Pres       | Reti       | Comp            | Pres            | Reti            | Comp               | Pres               | Reti               | Comp        | Pres        | Reti        | Pres   | Reti   |
| -------------------- | -------------------- | -------------------- | ---------- | ---------- | --------------- | --------------- | --------------- | ------------------ | ------------------ | ------------------ | ----------- | ----------- | ----------- | ------ | ------ |
| 2005-2006            | Slavia Praga         | 1L                   | 21         | 0          | CC              | 0               | 0               | UCL+CU             | 2+8                | 0                  | -           | -           | -           | 31     | 0      |
| 2006-2007            | Slavia Praga         | 1L                   | 16         | 0          | CC              | 0               | 0               | CU                 | 2                  | 0                  | -           | -           | -           | 18     | 0      |
| 2007-2008            | Slavia Praga         | 1L                   | 26         | 1          | CC              | 0               | 0               | UCL+CU             | 10+2               | 0                  | -           | -           | -           | 38     | 1      |
| 2008-2009            | Slavia Praga         | 1L                   | 27         | 0          | CC              | 5               | 0               | UCL+CU             | 2+6                | 0                  | -           | -           | -           | 40     | 0      |
| 2009-2010            | Slavia Praga         | 1L                   | 16         | 0          | CC              | 2               | 0               | UCL+UEL            | 2+7                | 0                  | -           | -           | -           | 27     | 0      |
| Totale Slavia Praga  | Totale Slavia Praga  | Totale Slavia Praga  | 106        | 1          |                 | 7               | 0               |                    | 41                 | 0                  |             | -           | -           | 154    | 1      |
| 2010                 | Spartak Mosca        | PL                   | 25         | 1          | KR              | 3               | 0               | UCL+UEL            | 6+5                | 0                  | -           | -           | -           | 39     | 1      |
| 2011-2012            | Spartak Mosca        | PL                   | 32         | 3          | KR              | 1               | 0               | UEL                | 0                  | 0                  | -           | -           | -           | 33     | 3      |
| 2012-2013            | Spartak Mosca        | PL                   | 21         | 1          | KR              | 1               | 0               | UCL                | 7                  | 0                  | -           | -           | -           | 29     | 1      |
| 2013-gen. 2014       | Spartak Mosca        | PL                   | 6          | 0          | KR              | 1               | 0               | UEL                | 2                  | 0                  | -           | -           | -           | 9      | 0      |
| Totale Spartak Mosca | Totale Spartak Mosca | Totale Spartak Mosca | 84         | 5          |                 | 6               | 0               |                    | 20                 | 0                  |             | -           | -           | 110    | 5      |
| gen.-giu. 2014       | Basilea              | SL                   | 16         | 1          | CS              | 3               | 1               | UCL+UEL            | 0+4                | 0                  | -           | -           | -           | 23     | 1      |
| 2014-2015            | Basilea              | SL                   | 30         | 1          | CS              | 4               | 0               | UCL                | 7                  | 1                  | -           | -           | -           | 41     | 2      |
| 2015-2016            | Basilea              | SL                   | 34         | 2          | CS              | 1               | 0               | UCL+UEL            | 4+9                | 0+1                | -           | -           | -           | 48     | 3      |
| 2016-2017            | Basilea              | SL                   | 23         | 4          | CS              | 2               | 0               | UCL                | 6                  | 0                  | -           | -           | -           | 31     | 4      |
| Totale Basilea       | Totale Basilea       | Totale Basilea       | 103        | 8          |                 | 10              | 1               |                    | 30                 | 2                  |             | -           | -           | 143    | 11     |
| Totale carriera      | Totale carriera      | Totale carriera      | 293        | 14         |                 | 23              | 1               |                    | 91                 | 2                  |             | -           | -           | 407    | 17     |

### Cronologia presenze e reti in nazionale
| Cronologia completa delle presenze e delle reti in nazionale ― Rep. Ceca | Cronologia completa delle presenze e delle reti in nazionale ― Rep. Ceca | Cronologia completa delle presenze e delle reti in nazionale ― Rep. Ceca | Cronologia completa delle presenze e delle reti in nazionale ― Rep. Ceca | Cronologia completa delle presenze e delle reti in nazionale ― Rep. Ceca | Cronologia completa delle presenze e delle reti in nazionale ― Rep. Ceca | Cronologia completa delle presenze e delle reti in nazionale ― Rep. Ceca | Cronologia completa delle presenze e delle reti in nazionale ― Rep. Ceca |
| Data                                                                     | Città                                                                    | In casa                                                                  | Risultato                                                                | Ospiti                                                                   | Competizione                                                             | Reti                                                                     | Note                                                                     |
| ------------------------------------------------------------------------ | ------------------------------------------------------------------------ | ------------------------------------------------------------------------ | ------------------------------------------------------------------------ | ------------------------------------------------------------------------ | ------------------------------------------------------------------------ | ------------------------------------------------------------------------ | ------------------------------------------------------------------------ |
| 8-10-2010                                                                | Praga                                                                    | Rep. Ceca                                                                | 2 – 0                                                                    | Scozia                                                                   | Qual. Euro 2012                                                          | -                                                                        |                                                                          |
| 12-10-2010                                                               | Vaduz                                                                    | Liechtenstein                                                            | 0 – 2                                                                    | Rep. Ceca                                                                | Qual. Euro 2012                                                          | -                                                                        |                                                                          |
| 17-11-2010                                                               | Aarhus                                                                   | Danimarca                                                                | 0 – 0                                                                    | Rep. Ceca                                                                | Amichevole                                                               | -                                                                        |                                                                          |
| 26-5-2012                                                                | Hartberg                                                                 | Israele                                                                  | 1 – 2                                                                    | Rep. Ceca                                                                | Amichevole                                                               | -                                                                        | 46’                                                                      |
| 15-8-2012                                                                | Leopoli                                                                  | Ucraina                                                                  | 0 – 0                                                                    | Rep. Ceca                                                                | Amichevole                                                               | -                                                                        | 85’                                                                      |
| 8-9-2012                                                                 | Copenaghen                                                               | Danimarca                                                                | 0 – 0                                                                    | Rep. Ceca                                                                | Qual. Mondiali 2014                                                      | -                                                                        |                                                                          |
| 11-9-2012                                                                | Teplice                                                                  | Rep. Ceca                                                                | 0 – 1                                                                    | Finlandia                                                                | Amichevole                                                               | -                                                                        |                                                                          |
| 14-11-2012                                                               | Olomouc                                                                  | Rep. Ceca                                                                | 3 – 0                                                                    | Slovacchia                                                               | Amichevole                                                               | -                                                                        |                                                                          |
| 6-2-2013                                                                 | Manisa                                                                   | Turchia                                                                  | 0 – 2                                                                    | Rep. Ceca                                                                | Amichevole                                                               | -                                                                        | 88’                                                                      |
| 26-3-2013                                                                | Erevan                                                                   | Armenia                                                                  | 0 – 3                                                                    | Rep. Ceca                                                                | Qual. Mondiali 2014                                                      | -                                                                        | 43’                                                                      |
| 7-6-2013                                                                 | Praga                                                                    | Rep. Ceca                                                                | 0 – 0                                                                    | Italia                                                                   | Qual. Mondiali 2014                                                      | -                                                                        | 20’                                                                      |
| 14-8-2013                                                                | Budapest                                                                 | Ungheria                                                                 | 1 – 1                                                                    | Rep. Ceca                                                                | Amichevole                                                               | -                                                                        | 50’                                                                      |
| 6-9-2013                                                                 | Praga                                                                    | Rep. Ceca                                                                | 1 – 2                                                                    | Armenia                                                                  | Qual. Mondiali 2014                                                      | -                                                                        | 65’                                                                      |
| 10-9-2013                                                                | Torino                                                                   | Italia                                                                   | 2 – 1                                                                    | Rep. Ceca                                                                | Qual. Mondiali 2014                                                      | -                                                                        |                                                                          |
| 11-10-2013                                                               | Ta' Qali                                                                 | Malta                                                                    | 1 – 4                                                                    | Rep. Ceca                                                                | Qual. Mondiali 2014                                                      | -                                                                        |                                                                          |
| 15-10-2013                                                               | Sofia                                                                    | Bulgaria                                                                 | 0 – 1                                                                    | Rep. Ceca                                                                | Qual. Mondiali 2014                                                      | -                                                                        |                                                                          |
| 15-11-2013                                                               | Olomouc                                                                  | Rep. Ceca                                                                | 2 – 0                                                                    | Canada                                                                   | Amichevole                                                               | -                                                                        |                                                                          |
| 5-3-2014                                                                 | Praga                                                                    | Rep. Ceca                                                                | 2 – 2                                                                    | Norvegia                                                                 | Amichevole                                                               | -                                                                        |                                                                          |
| 21-5-2014                                                                | Helsinki                                                                 | Finlandia                                                                | 2 – 2                                                                    | Rep. Ceca                                                                | Amichevole                                                               | -                                                                        | 46’                                                                      |
| 31-3-2015                                                                | Žilina                                                                   | Slovacchia                                                               | 1 – 0                                                                    | Rep. Ceca                                                                | Amichevole                                                               | -                                                                        | cap.                                                                     |
| 3-9-2015                                                                 | Plzeň                                                                    | Rep. Ceca                                                                | 2 – 1                                                                    | Kazakistan                                                               | Qual. Euro 2016                                                          | -                                                                        |                                                                          |
| 6-9-2015                                                                 | Riga                                                                     | Lettonia                                                                 | 1 – 2                                                                    | Rep. Ceca                                                                | Qual. Euro 2016                                                          | -                                                                        |                                                                          |
| 10-10-2015                                                               | Praga                                                                    | Rep. Ceca                                                                | 2 – 1                                                                    | Turchia                                                                  | Qual. Euro 2016                                                          | -                                                                        | cap.                                                                     |
| 13-10-2015                                                               | Amsterdam                                                                | Paesi Bassi                                                              | 2 – 3                                                                    | Rep. Ceca                                                                | Qual. Euro 2016                                                          | -                                                                        | 43’                                                                      |
| 17-11-2015                                                               | Breslavia                                                                | Polonia                                                                  | 3 – 1                                                                    | Rep. Ceca                                                                | Amichevole                                                               | -                                                                        | 85’                                                                      |
| 29-3-2016                                                                | Solna                                                                    | Svezia                                                                   | 1 – 1                                                                    | Rep. Ceca                                                                | Amichevole                                                               | -                                                                        |                                                                          |
| 5-6-2016                                                                 | Praga                                                                    | Rep. Ceca                                                                | 1 – 2                                                                    | Corea del Sud                                                            | Amichevole                                                               | 1                                                                        | 46’                                                                      |
| 31-8-2016                                                                | Mladá Boleslav                                                           | Rep. Ceca                                                                | 3 – 0                                                                    | Armenia                                                                  | Amichevole                                                               | -                                                                        | cap. 28’ 46’                                                             |
| 4-9-2016                                                                 | Praga                                                                    | Rep. Ceca                                                                | 0 – 0                                                                    | Irlanda del Nord                                                         | Qual. Mondiali 2018                                                      | -                                                                        | cap.                                                                     |
| 8-10-2016                                                                | Amburgo                                                                  | Germania                                                                 | 3 – 0                                                                    | Rep. Ceca                                                                | Qual. Mondiali 2018                                                      | -                                                                        | cap.                                                                     |
| 15-11-2016                                                               | Praga                                                                    | Rep. Ceca                                                                | 1 – 1                                                                    | Danimarca                                                                | Amichevole                                                               | -                                                                        | cap.                                                                     |
| 22-3-2017                                                                | Praga                                                                    | Rep. Ceca                                                                | 3 – 0                                                                    | Lituania                                                                 | Amichevole                                                               | -                                                                        | 46’                                                                      |
| 1-9-2017                                                                 | Praga                                                                    | Rep. Ceca                                                                | 1 – 2                                                                    | Germania                                                                 | Qual. Mondiali 2018                                                      | -                                                                        | cap.                                                                     |
| 4-9-2017                                                                 | Belfast                                                                  | Irlanda del Nord                                                         | 2 – 0                                                                    | Rep. Ceca                                                                | Qual. Mondiali 2018                                                      | -                                                                        | cap.                                                                     |
| 5-10-2017                                                                | Baku                                                                     | Azerbaigian                                                              | 1 – 2                                                                    | Rep. Ceca                                                                | Qual. Mondiali 2018                                                      | -                                                                        | cap. 23’                                                                 |
| 8-11-2017                                                                | Doha                                                                     | Islanda                                                                  | 1 – 2                                                                    | Rep. Ceca                                                                | Amichevole                                                               | -                                                                        | cap.                                                                     |
| 23-3-2018                                                                | Nanchino                                                                 | Uruguay                                                                  | 2 – 0                                                                    | Rep. Ceca                                                                | Amichevole                                                               | -                                                                        | cap.                                                                     |
| 26-3-2018                                                                | Nanchino                                                                 | Cina                                                                     | 1 – 4                                                                    | Rep. Ceca                                                                | Amichevole                                                               | -                                                                        | cap.                                                                     |
| 6-6-2018                                                                 | Schwechat                                                                | Nigeria                                                                  | 0 – 1                                                                    | Rep. Ceca                                                                | Amichevole                                                               | -                                                                        | cap.                                                                     |
| 26-3-2019                                                                | Praga                                                                    | Rep. Ceca                                                                | 1 – 3                                                                    | Brasile                                                                  | Amichevole                                                               | -                                                                        |                                                                          |
| 7-6-2019                                                                 | Praga                                                                    | Rep. Ceca                                                                | 2 – 1                                                                    | Bulgaria                                                                 | Qual. Euro 2020                                                          | -                                                                        | cap.                                                                     |
| 10-6-2019                                                                | Olomouc                                                                  | Rep. Ceca                                                                | 3 – 0                                                                    | Montenegro                                                               | Qual. Euro 2020                                                          | -                                                                        | cap. 21’                                                                 |
| 7-9-2019                                                                 | Pristina                                                                 | Kosovo                                                                   | 2 – 1                                                                    | Rep. Ceca                                                                | Qual. Euro 2020                                                          | -                                                                        | cap.                                                                     |
| 10-9-2019                                                                | Podgorica                                                                | Montenegro                                                               | 0 – 3                                                                    | Rep. Ceca                                                                | Qual. Euro 2020                                                          | -                                                                        | cap. 46’                                                                 |
| Totale                                                                   |                                                                          | Presenze                                                                 | 44                                                                       |                                                                          | Reti                                                                     | 1                                                                        |                                                                          |

## Palmarès

### Club

#### Competizioni nazionali
- Campionato ceco: 2

Slavia Praga: 2007-2008, 2008-2009
- Campionato svizzero: 4

Basilea: 2013-2014, 2014-2015, 2015-2016, 2016-2017
- Coppa Svizzera: 2

Basilea: 2016-2017, 2018-2019

### Individuale
- Giovane rivelazione del campionato ceco: 1

2006